# Mikael Egill Ellertsson
Mikael Egill Ellertsson (Reykjavík, 11 marzo 2002) è un calciatore islandese, centrocampista o attaccante del Genoa e della nazionale islandese.

## Caratteristiche tecniche
È un'ala destra, impiegabile anche sulla fascia opposta o da punta centrale. È dotato di una buona tecnica di tiro, nonché di senso del gol.

## Carriera

### Club

#### Gli inizi
Ellertsson inizia a giocare nel Fram Reykjavík, squadra della sua città natale, con cui debutta fra i professionisti e gioca un totale di otto partite nella seconda serie islandese lungo il 2018.

#### SPAL e Spezia
Nell'estate dello stesso anno, l'attaccante viene acquistato dalla SPAL, entrando così a far parte del vivaio ferrarese. Dopo aver fatto la trafila delle formazioni giovanili spalline, Ellertsson debutta in prima squadra il 14 agosto 2021, in occasione dell'incontro di Coppa Italia perso ai rigori contro il Benevento.
Il 30 agosto 2021, il giocatore viene acquistato dallo Spezia, con cui firma un contratto quinquennale, per poi essere lasciato in prestito alla SPAL fino alla fine della stagione. Gioca la sua prima partita da titolare con i biancazzurri il 18 dicembre 2021, contro il Frosinone: tuttavia, è costretto a uscire dal campo all'intervallo per via di un infortunio al piede, i cui postumi (insieme a un'infezione da COVID-19) gli impongono uno stop di alcuni mesi. In ogni caso, con sei presenze totali contribuisce alla salvezza dei ferraresi a fine campionato. Nell'estate 2022 torna così allo Spezia, e dopo l'esordio stagionale in Coppa Italia, in Spezia-Como 5-1 del 6 agosto, esordisce in Serie A il 13 agosto successivo, entrando nel finale di gara della partita contro l'Empoli, vinta per 1-0.

#### Venezia e Genoa
Il 26 gennaio 2023 viene ceduto a titolo definitivo al Venezia. Il 23 aprile segna la sua prima rete nel campionato italiano, nel successo per 4-1 in casa della Ternana.
Il 27 ottobre 2024 segna la sua prima rete in Serie A firmando il gol del momentaneo vantaggio in casa del Monza, partita poi finita sul 2-2.
Il 31 gennaio 2025 viene acquistato a titolo definitivo dal Genoa, il quale lo lascia in prestito fino al termine della stagione ai Lagunari.

### Nazionale
Ha giocato nelle nazionali giovanili islandesi Under-16, Under-17, Under-18, Under-19 ed Under-21.
L'8 ottobre 2021, Ellertsson ha debuttato con la nazionale maggiore islandese, sostituendo il compagno Þórir Jóhann Helgason nei minuti di recupero del match (conclusosi sull'1-1) contro l'Armenia, valido per le qualificazioni ai Mondiali del 2022.
Il 24 marzo 2023 segna il suo primo gol, l'ultimo dei sette con cui la sua nazionale batte il Liechtenstein.

## Statistiche

### Presenze e reti nei club
Statistiche aggiornate al 25 maggio 2025.
| Stagione        | Squadra         | Campionato      | Campionato | Campionato | Coppe nazionali | Coppe nazionali | Coppe nazionali | Coppe continentali | Coppe continentali | Coppe continentali | Altre coppe | Altre coppe | Altre coppe | Totale | Totale |
| Stagione        | Squadra         | Comp            | Pres       | Reti       | Comp            | Pres            | Reti            | Comp               | Pres               | Reti               | Comp        | Pres        | Reti        | Pres   | Reti   |
| --------------- | --------------- | --------------- | ---------- | ---------- | --------------- | --------------- | --------------- | ------------------ | ------------------ | ------------------ | ----------- | ----------- | ----------- | ------ | ------ |
| 2018            | Fram Reykjavík  | 1D              | 8          | 0          | CIS             | 3               | 0               | -                  | -                  | -                  | -           | -           | -           | 11     | 0      |
| 2021-2022       | SPAL            | B               | 6          | 0          | CI              | 1               | 0               | -                  | -                  | -                  |             | -           | -           | 7      | 0      |
| 2022-gen.2023   | Spezia          | A               | 11         | 0          | CI              | 2               | 0               | -                  | -                  | -                  | -           | -           | -           | 13     | 0      |
| gen.-giu. 2023  | Venezia         | B               | 16+1       | 2+0        | CI              | -               | -               | -                  | -                  | -                  | -           | -           | -           | 17     | 2      |
| 2023-2024       | Venezia         | B               | 35+2       | 2+0        | CI              | 1               | 0               | -                  | -                  | -                  | -           | -           | -           | 38     | 2      |
| 2024-2025       | Venezia         | A               | 36         | 2          | CI              | 0               | 0               | -                  | -                  | -                  | -           | -           | -           | 36     | 2      |
| Totale Venezia  | Totale Venezia  | Totale Venezia  | 87+3       | 6          |                 | 1               | 0               |                    | -                  | -                  |             | -           | -           | 91     | 6      |
| 2025-2026       | Genoa           | A               | 0          | 0          | CI              | 0               | 0               | -                  | -                  | -                  | -           | -           | -           | 0      | 0      |
| Totale carriera | Totale carriera | Totale carriera | 112+3      | 6          |                 | 7               | 0               |                    | -                  | -                  |             | -           | -           | 122    | 6      |

### Cronologia presenze e reti in nazionale
| Cronologia completa delle presenze e delle reti in nazionale ― Islanda | Cronologia completa delle presenze e delle reti in nazionale ― Islanda | Cronologia completa delle presenze e delle reti in nazionale ― Islanda | Cronologia completa delle presenze e delle reti in nazionale ― Islanda | Cronologia completa delle presenze e delle reti in nazionale ― Islanda | Cronologia completa delle presenze e delle reti in nazionale ― Islanda | Cronologia completa delle presenze e delle reti in nazionale ― Islanda | Cronologia completa delle presenze e delle reti in nazionale ― Islanda |
| Data                                                                   | Città                                                                  | In casa                                                                | Risultato                                                              | Ospiti                                                                 | Competizione                                                           | Reti                                                                   | Note                                                                   |
| ---------------------------------------------------------------------- | ---------------------------------------------------------------------- | ---------------------------------------------------------------------- | ---------------------------------------------------------------------- | ---------------------------------------------------------------------- | ---------------------------------------------------------------------- | ---------------------------------------------------------------------- | ---------------------------------------------------------------------- |
| 8-10-2021                                                              | Reykjavík                                                              | Islanda                                                                | 1 – 1                                                                  | Armenia                                                                | Qual. Mondiali 2022                                                    | -                                                                      | 90+2’                                                                  |
| 11-10-2021                                                             | Reykjavík                                                              | Islanda                                                                | 4 – 0                                                                  | Liechtenstein                                                          | Qual. Mondiali 2022                                                    | -                                                                      | 65’                                                                    |
| 11-11-2021                                                             | Bucarest                                                               | Romania                                                                | 0 – 0                                                                  | Islanda                                                                | Qual. Mondiali 2022                                                    | -                                                                      | 90’                                                                    |
| 14-11-2021                                                             | Skopje                                                                 | Macedonia del Nord                                                     | 3 – 1                                                                  | Islanda                                                                | Qual. Mondiali 2022                                                    | -                                                                      | 86’                                                                    |
| 6-6-2022                                                               | Reykjavík                                                              | Islanda                                                                | 1 – 1                                                                  | Albania                                                                | UEFA Nations League 2022-2023 - 1º turno                               | -                                                                      | 74’                                                                    |
| 9-6-2022                                                               | Serravalle                                                             | San Marino                                                             | 0 – 1                                                                  | Islanda                                                                | Amichevole                                                             | -                                                                      | 70’                                                                    |
| 22-9-2022                                                              | Maria Enzersdorf                                                       | Venezuela                                                              | 0 – 1                                                                  | Islanda                                                                | Amichevole                                                             | -                                                                      | 19’                                                                    |
| 27-9-2022                                                              | Tirana                                                                 | Albania                                                                | 1 – 1                                                                  | Islanda                                                                | UEFA Nations League 2022-2023 - 1º turno                               | -                                                                      | 70’                                                                    |
| 16-11-2022                                                             | Kaunas                                                                 | Lituania                                                               | 0 – 0 (5 – 6 dtr)                                                      | Islanda                                                                | Coppa del Baltico 2022                                                 | -                                                                      | 75’                                                                    |
| 19-11-2022                                                             | Riga                                                                   | Lettonia                                                               | 1 – 1 (7 – 8 dtr)                                                      | Islanda                                                                | Coppa del Baltico 2022                                                 | -                                                                      | 76’                                                                    |
| 23-3-2023                                                              | Zenica                                                                 | Bosnia ed Erzegovina                                                   | 3 – 0                                                                  | Islanda                                                                | Qual. Euro 2024                                                        | -                                                                      | 67’                                                                    |
| 26-3-2023                                                              | Vaduz                                                                  | Liechtenstein                                                          | 0 – 7                                                                  | Islanda                                                                | Qual. Euro 2024                                                        | 1                                                                      | 65’                                                                    |
| 17-6-2023                                                              | Reykjavík                                                              | Islanda                                                                | 1 – 2                                                                  | Slovacchia                                                             | Qual. Euro 2024                                                        | -                                                                      | 63’                                                                    |
| 19-11-2023                                                             | Lisbona                                                                | Portogallo                                                             | 2 – 0                                                                  | Islanda                                                                | Qual. Euro 2024                                                        | -                                                                      | 62’                                                                    |
| 26-3-2024                                                              | Breslavia                                                              | Ucraina                                                                | 2 – 1                                                                  | Islanda                                                                | Qual. Euro 2024                                                        | -                                                                      | 87’                                                                    |
| 11-10-2024                                                             | Reykjavík                                                              | Islanda                                                                | 2 – 2                                                                  | Galles                                                                 | UEFA Nations League 2024-2025 - 1º turno                               | -                                                                      | 46’                                                                    |
| 14-10-2024                                                             | Reykjavík                                                              | Islanda                                                                | 2 – 4                                                                  | Turchia                                                                | UEFA Nations League 2024-2025 - 1º turno                               | -                                                                      | 32’ 78’                                                                |
| 16-11-2024                                                             | Nikšić                                                                 | Montenegro                                                             | 0 – 2                                                                  | Islanda                                                                | UEFA Nations League 2024-2025 - 1º turno                               | -                                                                      | 68’                                                                    |
| 19-11-2024                                                             | Cardiff                                                                | Galles                                                                 | 4 – 1                                                                  | Islanda                                                                | UEFA Nations League 2024-2025 - 1º turno                               | -                                                                      | 25’                                                                    |
| 20-3-2025                                                              | Pristina                                                               | Kosovo                                                                 | 2 – 1                                                                  | Islanda                                                                | UEFA Nations League 2024-2025 - Play-off                               | -                                                                      | 89’                                                                    |
| 6-6-2025                                                               | Glasgow                                                                | Scozia                                                                 | 1 – 3                                                                  | Islanda                                                                | Amichevole                                                             | -                                                                      |                                                                        |
| Totale                                                                 |                                                                        | Presenze                                                               | 21                                                                     |                                                                        | Reti                                                                   | 1                                                                      |                                                                        |

## Palmarès

### Nazionale
- Coppa del Baltico: 1

2022